# دانی گومز (بازیکن فوتبال، زاده ۱۹۹۲)
دانی گومز (انگلیسی: Dani Gómez؛ زادهٔ ۱۵ ژوئن ۱۹۹۲) بازیکن فوتبال اهل اسپانیا است.